# پاییز پدرسالار
پاییز پدرسالار (به اسپانیایی: El otono del patriarca) رمانی است نوشته گابریل گارسیا مارکز در سال ۱۹۷۵.
داستان کتاب به وقایع تاریخی دوران دیکتاتوری فرانسیسکو فرانکو در اسپانیا، آناستازیو سوموزا، و رافائل تروخیو در جمهوری دومینیکن بسیار نزدیک است.